# Pleonasme
En lingüística, el pleonasme és una figura retòrica en la qual existeix redundància entre termes continguts en un mateix enunciat. Per exemple: «ho vaig veure amb els meus propis ulls»; «entra a dins»; «surt a fora».
En alguns casos, el pleonasme té valor expressiu i es fa servir com a recurs estilístic, com per exemple en aquest relat:
De tant en tant
fa un descans,
surt cap a fora,
llavors puc dormir,
descansar en pau.
No obstant això, en la majoria dels casos, la utilització d'un pleonasme denota poca habilitat lingüística per expressar una idea:
| « | El que no pot ser no pot ser, i a més és impossible. | » |

Quan el pleonasme es produeix per reiteració de termes sinònims es denomina datisme.
El pleonasme pot contraposar-se a l'oxímoron; de tant en tant s'afegeix una informació que no resulta pertinent, en ser idèntica a la ja donada (pleonasme: pujar cap amunt) o en ser contradictòria (oxímoron: pujar cap avall).

## El pleonasme estructural, emfàtic i abusiu
El pleonasme estructural s'explica per raons de gramàtica històrica o d'història de la llengua. Seria el cas de, per exemple, repetir la marca de plural “s”: els grans autors catalans antics. O la utilització del pronom en frases com: ho he fet tot.
- Si el complement inicia l'oració, és obligat repetir la referència per mitjà del pronom àton corresponent. Exemple: A en Joan, li faran una sorpresa.
- Si el complement no va al principi de l'oració, cal distingir segons que el pronom àton sigui presentatiu (1a o 2a persona) o referit (3a persona):

1. Presentatius: la construcció pleonàsmica és normal. Exemple: em retreuen a mi que...
2. Referits: el pleonasme no és autèntic: * li dius al teu pare que accepto. Són vàlides: a) dius al teu pare que accepto, b) al teu pare, li dius que accepto.

En el pleonasme emfàtic l'element emfasitzat va seguit d'una coma: a Tarragona, hi arribarem aviat.
El pleonasme abusiu el trobem en oracions del tipus: *m'hi tornaré a posar-m'hi.